# Абсалямов, Файзолла
Абсалямов Файзолла (Файзулла) (каз. Файзолла Әбдісаламұлы Әбдісаламов; (23 ноября 1911, ныне Иргизский район Актюбинской области — 1 июля 1993, Алма-Ата) — один из первых казахских кинооператоров, документалист. Заслуженный деятель искусств Казахской ССР (1969), член Союза кинематографистов Казахской ССР.

## Биография
В 1926 году окончил школу-семилетку, учился в Казахском институте просвещения в Кзыл-Орде, на подготовительном отделении Транспортного института в Ташкенте.
В 1930 году работал помощником у Алиби Джангильдина.
В 1939 году вышло Постановление Наркомсовета СССР о подготовке национальных кадров для республик Средней Азии и Казахстана. В то время Ф. Абсалямов был студентом физико-математического факультета Казахского государственного университета им С. М. Кирова и оказался в числе шести одарённых юношей и девушек, отобранных для учёбы во ВГИКе.
Когда началась Великая Отечественная война, Файзолла Абсалямов вернулся домой. Творческую деятельность начал в 1941 году на Центральной студии художественных фильмов в Алма-Ате. Был оператором при съёмке художественных фильмов «Антоша Рыбкин» (1942), «Песни Абая» (1945). В этот период он работал в творческом содружестве с первопроходцами казахского кино Кабышем Сирановым, Даригой Тналиной, Оразом Абишевым.
После войны продолжил учёбу на операторском факультете во ВГИКе, который окончил в 1948 году. Обучался в мастерской Косматова Л. В. После окончания ВУЗа Абсалямов принял участие в развитии казахской документальной кинохроники. Его документальные картины были посвящены простым труженикам полей, земледельцам, чабанам, рисоводам. Им было отснято более 600 сюжетов для киножурнала «Советский Казахстан». Был оператором-постановщиком хроникально-документальных фильмов «Хлеб целины» (1958), «С днём рождения, Кызылорда» (1969), «Остров мечты» (1969) и других документальных фильмов.
Народный артист СССР Айманов Ш. К. в одном из последних интервью сказал:
«Условно же можно назвать три этапа появления нашего национального кинематографа.

Рождение первое. Раньше всего возникла кинохроника. Первые фильмы, созданные на казахской земле, были документальными. Это закономерно для всей мировой кинематографии. Документалисты всегда были землепроходцами, разведчиками золотых россыпей интересных фактов, человеческих характеров и своеобразных выразительных средств нового искусства. И дело не только в том, что хроника была нетребовательна и могла обходиться тогдашней примитивной техникой. Именно у нас она должна была стать первой потому, что ни одна страна в мире не знала такого космического взлёта из средневековой отсталости к вершинам социалистической мощи, как моя казахская земля. Дымили и грохотали новостройки, сверкали огни школ, закладывался фундамент промышленности, развивалось многоотраслевое сельское хозяйство, открывались театры и клубы. И всё это просто необходимо было запечатлеть, чтобы яркой кинопублицистикой помочь людям осознать великие исторические перемены. В те дни начал регулярно выходить киножурнал «Советский Казахстан». И тогда же, в годы первого рождения кинематографии Казахстана на стройках и степях, на шахтах и в рыбачьих шаландах можно было встретить операторов Геннадия Новожилова, Маукена Сагимбаева, Якова Смирнова, Файзуллу Абсалямова, режиссёра Ораза Абишева и других. Человек с киноаппаратом прочно вошёл в жизнь республики.».

### Семья
Брат — Абдисалямов Галымжан (Алим Алмат) (1917 — 03.02.2018).) — первый скрипач Казахстана (хотя в музыкальном мире первым скрипачом Казахстана официально считается Айткеш Толганбаев, 1924 года рождения. Айткеш — его ученик, обучал его игре на скрипке по просьбе своего преподавателя Иосифа Лесмана). Участник первой Декады казахского искусства в Москве 1936 года. Обучался музыкальному искусству в Алма-Ате, Ташкенте (закончил музыкальные техникумы).
В ряды РККА призван Алматинским ГВК в 1939 г., служил в звании рядового, скрипач музыкантского взвода 84 стрелкового полка 6-й стрелковой дивизии. Был пленён в Брестской крепости в первый день войны.
В 1943 году при помощи представителей Туркестанского легиона из лагеря для военнопленных был отправлен на учёбу в консерваторию в Берлине.
После окончания Второй мировой войны не вернулся на родину из-за боязни политического преследования за связь с Туркестанским легионом и продолжал обучение. Во время учёбы он написал письмо супруге Мустафы Шокая Марии Гориной — Шокай с просьбой посодействовать в переводе из Берлинской консерватории в Парижскую русскую консерваторию имени Рахманинова. По совету Марии Шокай осенью 1950 года после окончании консерватории Алим Алмат переехал из Франции в Турцию. На протяжении 25 лет работал в симфоническом оркестре города Стамбул.